# Pašino brdo

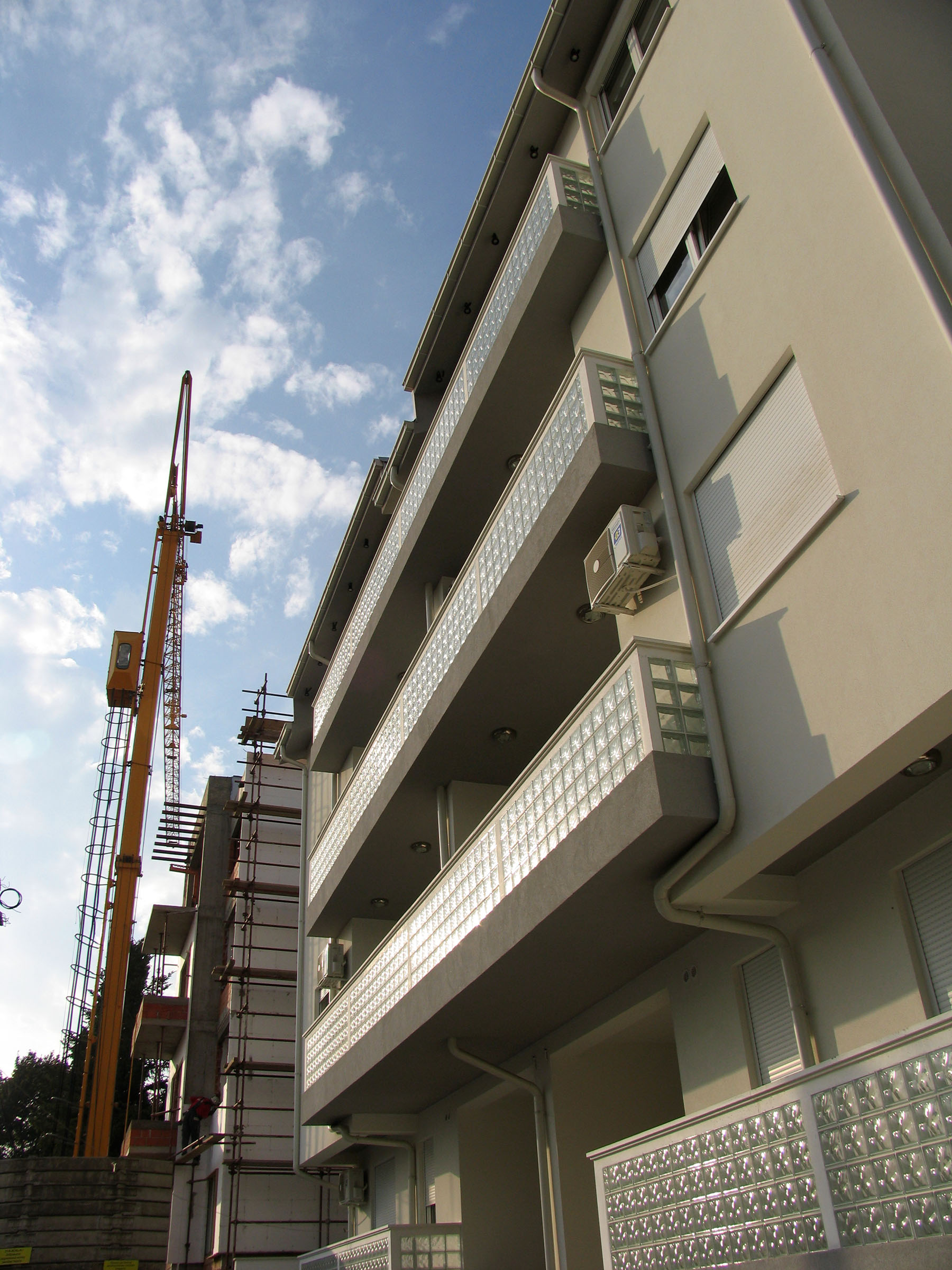
Dům na adrese Tetovska 29.

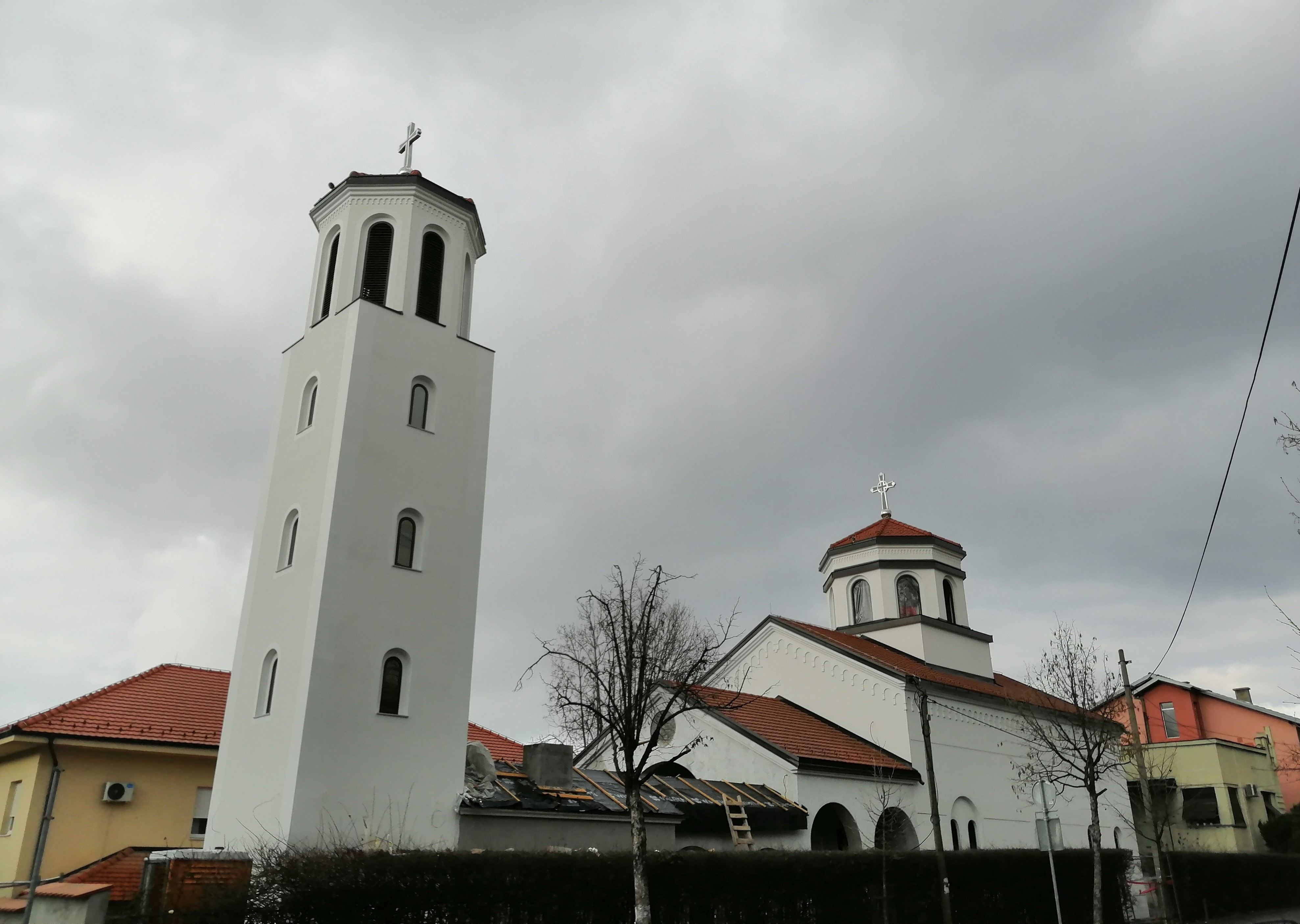
Kostel sv. Trojice na Pašinu Brdu.

Pašino brdo (doslova v češtině pašův kopec, pašou je myšlen turecký správce) je lokalita v Bělehradě. Někdy bývá nazýváno také jako Lekino brdo (v srbské cyrilici Лекино Брдо). Administrativně spadá pod opštinu Voždovac. Táhne se v prostoru mezi dálnicí A1 (resp. jejím průtahem skrz srbskou metropolis) a ulicí Južni bulevar. Celá jeho plocha je zastavěná domy.

## Název
Současný název vznikl v 19. století a odkazuje na události prvního srbského povstání. Původně se zde nacházel tzv. barevný pramen srbsky Šaren izvor), kde byla postavena fontánka. Podle Paši se jmenuje proto, že se zde srbští vzbouřenci potkali během povstání bělehradského Sulejman-pašu. Později se název rozšířil na nedaleký kopec. Dnešní vymezení lokality původní fontánu ani kopec paradoxně již nezahrnuje.
Po druhé světové válce byla lokalita přejmenována jako Lekino brdo, a to podle přezdívky Aleksandra Rankoviće, který zde v meziválečném období nelegálně bydlel a po vypuknutí války se zde také skrýval. Po roce 1990 byl vrácen lokalitě původní název. 

## Historie
Na počátku 19. století bylo Pašino brdo jednou z neosídlených oblastí v blízkosti Bělehradu. Tak tomu bylo až do roku 1921, kdy Občanská záložna, Stavební banka a Pražská úvěrní banka odkoupily původní pole, připravily zde uliční síť a stavební pozemky prodaly místním s tříletou splatností. Do nových domů se nastěhovali obchodníci, činovníci, řemeslníci a dělníci. Zastoupeni zde byli hodně i bělehradští Češi, kteří zde měli vlastní kolonii.
Pravidelná uliční síť a stejná velikost pozemků znamenaly vznik zhruba stejně vypadajících domů. Budovány byly v letech 1925 až 1928. Již zmíněná Pražská úvěrní banka (která měla v centru velkoměsta i vlastní budovu) zde pozemky dávala výhodně také svým zaměstnancům, kteří byli z velkého množství Češi. Tím byl položen základ pro vznik neformální české kolonie, která se zde vytvořila. Většina Čechů bydlela v ulicích Kralja Bodina, Tetovska, Varvarinska a Petrovaradinska. Jednalo se zhruba o nižší stovky osob.
Z hlediska zástavby bylo Pašino Brdo ještě oddělené od intravilánu Bělehradu, mezi čtvrtí a zbytkem metropole se nacházely pole. Ne vše však bylo optimální, těžká bytová nouze v meziválečné Jugoslávii vedla mimo jiné k tomu, že i na Pašinom Brdu vyrostla kolonie nelegálních domů, které si stavěli většinou bezdomovci.
Skromě a funkcionalisticky vypadající předměstí neslo název Naselje Vojvode Stepe podle Stepy Stepanoviće. Rozvoj celé lokality probíhal během celého meziválečného období. Ulice byly vydlážděny, postavena byla také kanalizace a základní kámen dětské školky byl položen dne 10. září 1929. Otevřeno bylo v roce 1933 a nesla název sv. Trojice. Plán na výstavbu školy zhatila první světové válka. V 30. letech zde byla postavena také pravoslavná kaple. V letech 1931 a 1932 sem byla z Terazijí zavedena autobusová linka.
Mnozí Češi zde své pozemky prodali ještě před druhou světovou válkou a někteří i po ní v souvislosti s tím, jak se zhoršovaly vzájemné vztahy mezi Československem a Jugoslávií po roztržce mezi Titem a Stalinem v roce 1948.
V závěru druhé světové války se uskutečnil nálet spojeneckého letectva na Bělehrad. Bombardování zasáhlo dne 18. května 1944 předešvším Pašino Brdo a několik dalších lokalit po Bělehradu. Zahynulo okolo tisíce lidí. Další vzdušný úder se uskutečnil ještě v září, měl ale méně obětí.
Do roku 1950 bylo Pašino brdo samostatným sídlem v rámci opštiny Voždovac. 
Po válce pozemky, kde se nacházela část české kolonie odkoupila pravoslavná obec s myšlenkou výstavby pravoslavného chrámu svatého Sávy. Kostel měl vzniknout již před válkou, nicméně tak nebylo učiněno. Pozemky odkoupil od českého průmyslníka Karla Husníka, který vlastnil továrnu na pletené výrobky v Pomoraví. Do původního plánu nicméně zasáhlo znárodnění a pozemky převzal stát. Církevní obec se nakonec stala vlastníkem původní pravoslvané kaple. V roce 1994 byl pozemek vrácen pravoslavné církvi a nový chrám Proměnění páně byl dokončen roku 2005. Lokalita byla později známá též jako tzv. Pouliční galerie, neboť se zde nacházel značný počet různých uměleckých děl.
V 90. letech 20. století se lokalita stala atraktivní destinací, což vedlo k značnému tlaku ve smyslu nové výstavby na původní podobu lokality. Řada domů byla rozšířena a přestavěna. Počáteční devastaci potom v dalších dekádách 21. století nahradila jistá míra gentrifikace lokality.

## Pašino brdo ve filmu
Pašino brdo se objevilo v několika filmech a seriálech, např. v seriálu Srećni ljudi nebo Vratiće se rode, které se zde natáčely. 

## Známé osobnosti
Na Pašinově Brdu žily následující známé osobnosti:
- Branislav Mihajlović, fotbalista
- Miodrag Kos, srbský novinář
- Mladen Simović, ředitel společnosti Energoprojekt Entel a.d.
- Miša Aleksić, baskytarista skupiny Riblja Čorba
- Alois Machek, český meziválečný fotbalista
- Miloš Eckert, pracovník Pražské úrověrové banky
- Goran Dimitrijadis, estrádní umělec
- Nikola Perović, tenisový trenér